# Bleda zvezda
Bleda zvezda (znanstveno ime Astropecten irregilaris) je vrsta morskih zvezd iz družine Astropectinidae.

## Opis
Običajno se te morske zvezde zadržujejo na peščenem morskem dnu na globinah med 1 in 1000 metri in se hranijo s školjkami predvsem ponoči. 

## Sinonimi
- Asterias aranciaca O.F. Mueller, 1776 (Sinonim po Sladen (1889))[1]
- Astropecten acicularis Norman, 1865 (Sinonim po Sladen (1889))[1]
- Astropecten aurantiaca Forbes, 1841 (Sinonim po Perrier (1875))[1]
- Astropecten hispidus Müller & Troschel, 1842 (Sinonim po Doderlein (1917))[1]
- Astropecten muelleri Müller & Troschel, 1844 (sinonim)[1]
- Astropecten muelleri Düben, 1845 (Sinonim po Doderlein (1917))[1]
- Astropecten pontoporeus Sladen, 1883 (Podvrsta po Doderlein (1917))[1]

## Podvrste
- Astropecten irregularis irregularis (Pennant, 1777)[1]
- Astropecten irregularis pentacanthus (Delle Chiaje, 1827)[1]
- Astropecten irregularis pontoporeus Sladen, 1883[1]
- Astropecten irregularis serratus (Müller & Troschel, 1842)[1]